# Ian Van Dahl
Ian Van Dahl fue un grupo de música dance y electrónica originario de Bélgica. Se dio a conocer en 2001 por su éxito Castles In The Sky, que ocupó puestos importantes en las listas de música por toda Europa.
El grupo fue creado por Christophe Chantzis y Erik Vanspauwen, con la primera cantante Martine Theeuwen (también conocida como Marsha), quien también coescribió y cantó la canción "Castles in the Sky". Cindy Mertens fue la segunda cantante y se la puede ver en el vídeo musical de "Castles in the Sky"; su contribución vocal se limitó únicamente a presentaciones en vivo. En 2001 fue reemplazada por Annemie Coenen, quien se convertiría en la cantante principal del proyecto.
El grupo también es conocido por sus éxitos Will I?, Reason, Try, Secret Love, I Can't Let You Go, Where Are You Now?, Believe, Inspiration o Movin' On. 
En 2008 Annemie Coenen, vocalista del grupo, decidió abandonar Ian Van Dahl y comenzó su propio proyecto llamado AnnaGrace junto a Peter Luts.

## Discografía

### Álbumes
- Ace (2002)

Lista de canciones:
1. "Intro" - 02:10
2. "Reason" - 03:21
3. "After All" - 05:56
4. "Satisfy Me" - 06:07
5. "Will I ?" (UK Radio Mix) - 02:40
6. "Nights On Java" - 07:37
7. "Try" - 08:12
8. "Lonely" - 04:16
9. "Be Mine" - 03:04
10. "Castles in the Sky" - 03:46
11. "Nothing Left To Say" - 05:17
12. "Tears" - 03:20
13. "Interlude" - 0:49
14. "Secret Love" - 03:14
15. "Tomorrow" - 06:03

- Lost & Found (2004)

Lista de canciones:
1. "I Can't Let You Go" – 3:47
2. "Inspiration" – 3:35
3. "Where Are You Now?" – 3:33
4. "Crying" – 5:31
5. "Crazy" – 3:47
6. "My Own" – 6:26
7. "Waiting for You" – 4:38
8. "Do You Feel the Same" – 4:33
9. "Come 2 Me" – 3:55
10. "Time 2 Go" – 5:52
11. "Rollercoaster" – 6:15
12. "Without You" – 3:40
13. "Believe" – 3:05
14. "Walking Away" – 3:22
15. "To Fall in Love" – 6:04
16. "State of Mind" – 3:32

### Singles
| Año  | Título               | Posiciones en los charts | Posiciones en los charts | Posiciones en los charts | Posiciones en los charts | Posiciones en los charts | Posiciones en los charts | Posiciones en los charts | Posiciones en los charts | Posiciones en los charts | Posiciones en los charts | Posiciones en los charts | Álbum          |
| Año  | Título               | BEL                      | BDC*                     | R.U.                     | IRL                      | DIN                      | ALE                      | HOL                      | FIN                      | EUR                      | EUA                      | EUA Dance                | Álbum          |
| ---- | -------------------- | ------------------------ | ------------------------ | ------------------------ | ------------------------ | ------------------------ | ------------------------ | ------------------------ | ------------------------ | ------------------------ | ------------------------ | ------------------------ | -------------- |
| 2001 | "Castles in the Sky" | 35                       | 4                        | 3                        | 13                       | 18                       | 43                       | 43                       | -                        | 22                       | 91                       | -                        | Ace            |
| 2001 | "Will I?"            | 14                       | 4                        | 5                        | 12                       | 10                       | 48                       | 51                       | 17                       | 14                       | -                        | 18                       | Ace            |
| 2002 | "Reason"             | 31                       | 5                        | 8                        | 18                       | 17                       | 51                       | 75                       | -                        | 26                       | -                        | -                        | Ace            |
| 2002 | "Try"                | 36                       | 10                       | 15                       | -                        | 18                       | -                        | -                        | 20                       | 32                       | -                        | -                        | Ace            |
| 2003 | "Secret Love"        | -                        | -                        | -                        | -                        | -                        | -                        | -                        | -                        | -                        | -                        | -                        | Ace            |
| 2003 | "I Can't Let You Go" | 22                       | 12                       | 20                       | 35                       | -                        | 72                       | -                        | -                        | 61                       | -                        | -                        | Lost and Found |
| 2004 | "Where Are You Now?" | 23                       | 5                        | -                        | -                        | -                        | -                        | -                        | 24                       | -                        | -                        | -                        | Lost and Found |
| 2004 | "Believe"            | -                        | -                        | 27                       | 40                       | -                        | -                        | -                        | -                        | 75                       | -                        | -                        | Lost and Found |
| 2005 | "Inspiration"        | 23                       | 1                        | 83                       | -                        | 11                       | -                        | -                        | -                        | -                        | -                        | -                        | Lost and Found |
| 2005 | "Movin' On"          | 24                       | 2                        | -                        | -                        | -                        | -                        | 48                       | 7                        | -                        | -                        | -                        | N/A            |
| 2006 | "Just a Girl"        | 35                       | 2                        | -                        | -                        | -                        | -                        | -                        | 9                        | -                        | -                        | -                        | N/A            |

- (*) Belgian Dance Chart
- (-) No fue lanzado / no entró en el chart